# 悪趣味ゲーム紀行
『悪趣味ゲーム紀行』（あくしゅみゲームきこう）は、がっぷ獅子丸（吉原正訓）が『ゲーム批評』に1995年から連載していたゲーム紹介記事、およびそれらをまとめた単行本である。
単行本はマイクロマガジン社から3冊発売されている。

## コンセプト
著者がプレイした中で、強烈なインパクトや印象を残したゲームを独断と偏見に基いて紹介するというもの。その中には一般にクソゲーやバカゲーと呼ばれるものも多数含まれていた。独自の砕けた文体とあいまいって、硬めの記事が多かった『ゲーム批評』誌の中で異彩を放っていた。ほどなく大人気連載となり、『ゲーム批評』誌の売り上げにも大きく貢献している。本記事は一時期のクソゲーブームを牽引する役目も担っていた。
『ゲーム批評』誌連載分には、1コマイラストが載せられていた（イワタカヅト、南敏久、安本豪など）。
単行本では、1-2巻ではさいとーあゆみ（当時『ゲーム批評』誌の編集長だった斎藤亜弓の筆名）の漫画が、3巻では読者コーナーのイラストを担当した飛龍乱の漫画が追加されている。また、各巻ともゲーム業界ウラ話やゲストコラムも追加された。
この連載により、がっぷ獅子丸は以降『悪趣味エロ紀行』『ゲーム業界のフシギ』などのゲームライターとしての著作を出すようになった。ちなみに本業はゲームプロデューサーであり、担当したゲームに『大江戸ファイト』、『しんけん!!』などがある。

## 取り上げられた作品

### 悪趣味ゲーム紀行
- 第1便　暴れん坊天狗
- 第2便　トリオ・ザ・パンチ
- 第3便　トイレキッズ
- 第4便　マインドシーカー
- 第5便　ああ播磨灘（メガドライブ版）
- 第6便　TAO〜道〜
- 第7便　ラブクエスト
- 第8便　大地君クライシス ヤーレンソーラン北海道
- 第9便　魔王連獅子
- 第10便　がんばれギンくん
- 第11便　東方見文録
- 第12便　花のスター街道
- 第13便　里見の謎
- 第14便　姐(あねさん)
- 第15便　ジーコサッカー
- 第16便　Stressless Lesson れすれす
- 第17便　デスクリムゾン
- 第18便　竜の子ファイター
- 第19便　制服伝説 プリティ・ファイター
- 第20便　シャドウブレイン
- 第21便　64大相撲

### 悪趣味ゲーム紀行2
- 第22便　卒業R 〜Graduation Real〜
- 第23便　マイケル・ジャクソンズ・ムーンウォーカー（メガドライブ版）
- 第24便　ずんずん教の野望
- 第25便　プロ野球?殺人事件!
- 第26便　大仁田厚 FMW
- 第27便　Theガッツ!
- 第28便　課長島耕作（スーパーファミコン版）
- 第29便　キャプテン・ラヴ
- 第30便　ぱっぱらぱおーん
- 第31便　ウルトラベースボール実名版3
- 第32便　ボイスファンタジア_失われたボイスパワー
- 第33便　語り継ぐ経営 特別編（当時セガの会長だった大川功がシーマンの顔になり、声も本人のものになっている）
- 第34便　炎多留
- 第35便　奇想時代劇双六_忍ノ六
- 第36便　LSD
- 書き下ろし　出世麻雀_大接待
- 書き下ろし　厄_友情談疑
- 書き下ろし　カクテル・ハーモニー
- 書き下ろし　扉のむこうは
- 書き下ろし　スーパーマイクチャン

### 悪趣味ゲーム紀行3
- 第42便　スタディクエスト_計算島の大冒険
- 第43便　京都舞妓物語
- 第44便　ボイスアイドルマニアックス〜プールバーストーリー〜
- 第45便　高2→将軍
- 第46便　Trans'〜僕とあたしの境界線〜
- 第47便　ラーメン橋
- 第48便　最速!族車キング〜仏恥義理伝説〜
- 第49便　ドリーム・ジェネレーション 〜恋か? 仕事か!?…〜
- 第50便　青い涙
- 第51便　スペースフィッシャーメン
- 第52便　OVER THE MONOCHROME RAINBOW featuring SHOGO HAMADA
- 第53便　刑事 大打撃〜北の挑戦〜
- 第54便　白いリングへ Twinkle Little Star
- 第55便　キングオブプロデューサー
- 書き下ろし　ブリーフカラテ（同人）
- 書き下ろし　Tomak〜Save the Earth〜Love Story
- 書き下ろし　絶倫アクロバットおやじ 飛びます・いれます・いかせます

## 漫画の登場キャラクター
獅子丸先生
1〜2巻に登場。パイプを持ったライオン顔の紳士で、職業はゲームプロデューサー。がっぷちゃんの質問に答えてゲーム業界の様々なエピソードを紹介する。
がっぷちゃん
1〜2巻に登場。将来ゲーム業界に就職することを夢見る小学生。ゲーム会社の倒産やゴシップにばかり興味を持つ。
シシタン
3巻に登場。ゲーム業界に生まれたスノッブな未確認生物で、怪獣のような姿をしている。ゲーム業界の事情に詳しく、業界人の立場で発言することが多い。デザイン原案はがっぷ獅子丸で、原画ではがっぷちゃんを怪獣化した姿であった。
龍子オネーさん
3巻に登場。自称「永遠の19歳」の女の子。実はゲームに対する興味はあまりなく、キュートな外見とは裏腹に不謹慎、不穏当な発言を繰り返して毎回のようにシシタンから手厳しいツッコミを受ける。稀に一般人の立場からごく真面目な意見を言うこともある。

## 書誌情報
- 悪趣味ゲーム紀行 ISBN 4-944000-81-2
- 悪趣味ゲーム紀行2 ISBN 4-89637-063-5
- 悪趣味ゲーム紀行3 ISBN 4-89637-191-7